# Francisco Javier Guerrero Martín
Francisco Javier Guerrero Martín (Coín, Província de Màlaga, 11 de març de 1996), conegut com a Francis, és un futbolista professional andalús que juga com a lateral dret o migcampista.

## Carrera de club
Francis va ingressar al planter del Reial Betis el 2014, provinent del Puerto Malagueño CF. Va debutar com a sènior amb el Real Betis B el 19 d'abril de 2015, entrant a la primera part com a substitut de Nacho Abeledo en un partit de la Segona Divisió B contra la Real Balompédica Linense a fora, que acabà en empat a zero.
Francis va marcar el seu primer gol com a sènior el 21 de febrer de 2016, l'únic del seu equip en una derrota per 1–3 contra el Real Jaén. El 15 de març de l'any següent va renovar contracte amb el club.
Francis va debutar amb el primer equip – i a La Liga – el 20 d'agost de 2017, substituint Matías Nahuel en una derrota per 0–2 a fora contra el FC Barcelona. Reconvertit a lateral esquerre per l'entrenador Quique Setién, va marcar el seu primer gol com a professional el següent 17 de març tot marcant el tercer en una victòria per 3–0 a casa sobre el RCD Espanyol.
El 31 de gener de 2020, després d'haver jugat només un partit de Copa del Rei durant la temporada, Francis fou cedit a la UD Almería de Segona Divisió fins al juny.